# Torenverdediging

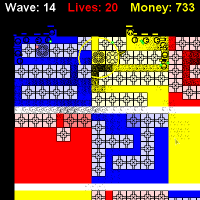
3 spelers in GauntNet

Torenverdediging (Engels: tower defense) is een genre van strategische computerspellen. In deze spellen is het doel van de speler te voorkomen dat een aantal vijanden of monsters een bepaald punt bereikt. Om dit doel te bereiken, bouwt de spelers torens die schade aan de monsters kunnen toebrengen. Bij sommige spelen in het genre ligt de route van de monsters vast, en moet de speler zijn torens zo plaatsen dat die de meeste schade doen, bij andere kan de plaatsing van de torens de route van de monsters veranderen.
In het algemeen zijn er verschillende soorten monsters, en verschillende typen van torens. De monsters verschillen in de hoeveelheid schade die nodig is om ze dood te maken en de snelheid waarmee ze bewegen. Ook kunnen ze variëren in de frequentie waarmee ze aan hun tocht beginnen, en resistent of juist extra gevoelig zijn voor bepaalde soorten van schade. De torens kunnen verschillen in de hoeveelheid schade die ze aan de monsters veroorzaken, de frequentie waarmee ze kunnen schieten en de afstand waarop dat mogelijk is. Daarnaast zijn er vaak speciale types die, om slechts enkele voorbeelden te noemen, schade doen aan monsters die dicht bij het beschoten monster staan, de monsters in hun tocht vertragen of vergif afschieten, waardoor de monsters ook na het beschieten nog langzamerhand schade ondervinden.
Bij de meeste spellen in het genre is het zo dat de monsters in 'golven' komen - een aantal monsters komt kort achter elkaar, waarna het voor bepaalde of onbepaalde tijd rustig blijft tot de volgende golf er is. Het doden van monsters levert de speler geld op, die kan worden gebruikt om nieuwe torens te kopen of bestaande torens sterker te maken, en soms ook voor andere doeleinden zoals het beschikbaar maken van nieuwe torentypes of het uitspreken van toverspreuken die extra schade aan de monsters doen. Naarmate het spel vordert worden de monsters sterker (wat in het algemeen inhoudt dat ze meer schade kunnen hebben voor ze doodvallen), maar ook meer geld waard, zodat de speler op den duur met steeds meer en steeds zwaardere torens steeds lastiger te bestrijden monsters probeert tegen te houden.